# Nicki Minaj
Onika Tanya Maraj (Saint James, 8 de dezembro de 1982), conhecida por seu nome artístico Nicki Minaj ([mɪˈnɑːʒ]), é uma rapper, cantora, compositora,  modelo e atriz trinidiana radicada nos Estados Unidos. Minaj nasceu no país caribenho e mudou-se para o bairro nova-iorquino do Queens quando tinha cinco anos de idade, se formando em escolas artísticas mais tarde. Depois de lançar três mixtapes entre 2007 e 2009, assinou um contrato com a gravadora Young Money.
Ela lançou seu álbum de estreia, Pink Friday (2010) e atingiu o topo da tabela estado-unidense de discos mais vendidos Billboard 200 e certificado de disco de platina pela Recording Industry Association of America (RIAA) após um mês da sua distribuição. A canção "Super Bass" foi certificada em platina quádrupla pela RIAA, e já vendeu mais de oito milhões de cópias digitais, tornando-se um dos singles mais vendidos nos Estados Unidos. Minaj se tornou a primeira artista a ter sete canções como singles na lista de músicas Billboard Hot 100 ao mesmo tempo.
Seu segundo álbum de estúdio, Pink Friday: Roman Reloaded (2012) chegou a posições altas em paradas musicais e o tornou um dos álbuns mais vendidos de 2012 com um milhão de cópias espalhadas em todo o mundo. "Starships" tornando-se um dos singles mais vendidos de 2012. Ela embarcou na Pink Friday Tour e Pink Friday: Reloaded Tour, e relançou o álbum como Pink Friday: Roman Reloaded – The Re-Up. Até 2013, Minaj já vendeu 5 milhões de álbuns mundialmente.
Até 2013 a arte de Minaj apresentava um estilo de rap acelerado, uso de alter-egos e sotaques notavelmente britânicos. Seus trajes extravagantes e coloridos, roupas e perucas deram seu reconhecimento como um ícone da moda. Ela se caracterizou como uma dubladora em Ice Age 4: Continental Drift, serviu com jurada no American Idol e entrou em parcerias comerciais com a a, MAC Cosmetics e Pepsi. Seu trabalho lhe valeu onze BET Awards (dez como artista solo e um como membro do grupo Young Money), oito BET Hip-Hop Awards, seis American Music Awards, quatro Billboard Music Awards, quatro MTV Video Music Awards, cinco MTV Europe Music Awards e foi nomeada como "Estrela em Ascensão de 2011" pela revista Billboard em 2011. Já foi igualmente indicada nove vezes para o Grammy Awards (sete vezes como artista principal e duas vezes pela sua participação vocal em singles de Ludacris e Jessie J). Foi a primeira mulher incluída na MTV's Annual Hottest MC List, com o The New York Times considerando-a como "a rapper mais influente de todos os tempos." The Source nomeou Minaj a Mulher do Ano de 2012. Em novembro de 2018, com a entrada do tema "Dip", de Tyga, em que Minaj participa, na Billboard Hot 100, a rapper se tornou a primeira mulher a somar cem presenças naquela que é a tabela musical de canções dos EUA (apesar de, dessas cem presenças, apenas 86 correspondam a temas em nome próprio).

## Biografia
| |  |  |
| Minaj nasceu em Trinidad e Tobago (à esquerda) e depois se mudou para Queens, Nova Iorque (à direita) |  |  |

Onika Tanya Maraj nasceu em 8 de dezembro de 1982, em Saint James (um subúrbio da cidade de Port of Spain, capital de Trindad e Tobago). Filha de Carol Maraj, uma assistente de contabilidade, e de Robert Maraj, um funcionário da American Express. Sua família tem origens variadas, indianos, ingleses, além de afro-trinitinos. Ela viveu em Saint James com sua avó até seus cinco anos de idade, enquanto seus pais procuravam por um lugar para morar no distrito do Queens, na cidade de Nova Iorque, nos Estados Unidos. De vez em quando, sua mãe ia visitá-la e, um dia, foi buscá-la para morar com eles nos EUA. De acordo com Minaj, seu pai era alcoólatra e dependente químico, e uma vez tentou matar sua mãe após colocar fogo na casa onde moravam.
Ela estudou na escola de música Elizabeth Blackwell Middle School 210, onde tocava clarinete, e formou-se na LaGuardia High School, onde pôde se especializar em Música, Artes Visuais e Cênicas, participando do programa de teatro. Inicialmente, ela estava faria uma audição para estudar na LaGuardia, mas perdeu a voz no dia de sua audição. Ela tinha o desejo de se tornar atriz, mas falhou na tentativa de prosseguir com a sua carreira pela falta de papéis que recebia. Em 2001, foi escalada para o espetáculo Off-Broadway "In Case You Forget". Aos 19 anos, Minaj trabalhou como garçonete em um dos restaurantes da rede Red Lobster, no Bronx, o que a possibilitou comprar seu primeiro veículo próprio, uma BMW. Foi demitida do restaurante por causa da sua indelicadeza com os outros clientes, e já havia sido dispensada pelo menos 15 vezes pelo mesmo motivo. Ela trabalhou também como assistente administrativa, responsável pelo atendimento ao público e com uma posição de gerente de escritório em um negócio desconhecido localizado em Wall Street.
Minaj brevemente assinou com o grupo do Brooklyn, Full Force, onde fez rap em um quarteto chamado "Hoodstars", junto dos membros os membros Lou$tar (filho de Bowlegged Lou), Scaff Beezy (o atual hype man de Minaj), e 7even Up. Em 2004, o grupo gravou a música de entrada para a lutadora do WWE Victoria intitulada "Don't Mess With", que foi destaque na coletânea ThemeAddict: WWE The Music, Vol. 6. Minaj deixou o grupo, insatisfeita com a falta de sucesso. A artista tinha carregado algumas canções em seu Myspace e enviou algumas delas para os profissionais da indústria da música, gerenciada por Debra Antney. Fendi, CEO da gravadora do Brooklyn Dirty Money Entertainment, que descobriu também o rapper Pameló Diansoka, escutou as músicas de Minaj e a contratou para seu selo. Ela usou primeiro o nome "Nicki Maraj", mudando depois para "Nicki Minaj" declarando: "Meu nome verdadeiro é Maraj. Fendi inverteu ele quando me conheceu porque eu tinha uma tal "rima desagradável! Eu como vadias!". Sob a gravadora de Fendi, Minaj apareceu no popular DVD de rua "The Come Up Volume 11" que contou com rappers clandestinos de Nova Iorque.

## Carreira

### 2007–2009:Mixtapese Young Money
Minaj lançou seu primeiro mixtape em 2007, depois de distribuir o Playtime Is Over com Dirty Money Records. Ela lançou um outro disco em 7 de julho de 2008, intitulado Sucka Free, através da gravadora Be. Em 18 de abril de 2009, a artista divulgou um terceiro mixtape e apareceu na revista XXL. Ela venceu na categoria "Female Artist of the Year" em 2008 nos Underground Music Awards. Minaj lançou Beam Me Up Scotty, outro mixtape, em abril de 2009 através da companhia Trapaholics Records, que recebeu cobertura positiva dos canais de televisão BET e MTV.
Em agosto de 2009, Minaj assinou um contrato com a gravadora Young Money, com distribuição da Universal Motown Records, depois que o rapper norte-americano Lil Wayne descobriu ela no DVD The Come Up. Minaj gerou uma grande atenção quando ela apareceu pela primeira vez no vídeo "5 Star Chick" de Yo Gotti, o que lhe rendeu sucesso com a comunidade urbana. A pedido do rapper Jay-Z, Minaj fez uma participação no single "Shakin' It 4 Daddy" do cantor Robin Thicke. Ela então teve um verso de rap solo no single "BedRock", do grupo Young Money, que se tornou um sucesso comercial, atingindo a segunda posição da tabela musical dos Estados Unidos Billboard Hot 100. Minaj também apareceu em "Roger That", que alcançou a posição de número 56 na mesma lista. A canção, e em particular a intérprete, receberam análises positivas dos críticos. Ambas as faixas foram incluídas no álbum de estúdio We Are Young Money, distruido pela empresa de mesmo nome em dezembro de 2009. O trabalho entrou entre os dez mais vendidos da parada musical de álbuns estadunidense Billboard 200, alcançando sua nona colocação e depois sendo certificado como disco de ouro pela Recording Industry Association of America (RIAA). Ela foi depois escolhida por Mariah Carey para fazer uma participação em seu single e vídeo da canção "´Up Out My Face". Os críticos elogiaram a colaboração.

### 2010–2011:Pink Fridaye avanço comercial

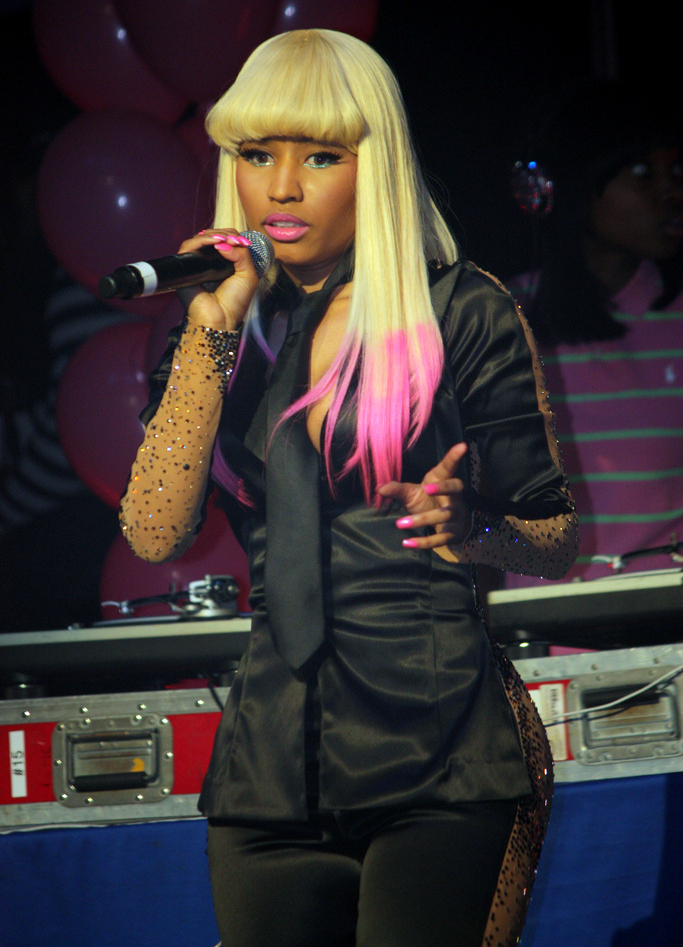
Minaj em 2010

Depois de uma grande guerra de propostas da gravadora, Young Money Entertainment anunciou em 31 de agosto de 2009 que lançariam Minaj com um contrato que ela possuiria todos os seus direitos – incluindo merchandising, patrocínios, verbas, turnês e publicidade. Em entrevista à Capital FM 95.8, Rihanna afirmou que depois que as duas colaboraram em "Raining Men" de seu álbum Loud (2010), a dupla se reuniria novamente para uma possível colaboração no álbum Pink Friday, de Minaj. O artista e produtor de hip-hop e rap Kanye West também foi confirmado no álbum. Em 3 de agosto de 2010, Minaj revelou no canal online Ustream.tv que o nome do álbum seria Pink Friday, em referência a Black Friday.
Outra colaboração viria a ser lançada antes de seu álbum, desta vez com Christina Aguilera, no álbum Bionic (2010), em junho, na faixa "Woohoo".
Pink Friday foi lançado em 19 de novembro de 2010 em versão padrão e deluxe. O single promocional, "Massive Attack", foi lançado em abril. Em agosto, Minaj lançou "Your Love" como o primeiro single oficial do seu álbum de estreia. A canção chegou ao número 14 da parada musical dos Estados Unidos Billboard Hot 100, na sétima posição do gráfico americano Hot R&B/Hip-Hop Songs e o topo da parada Rap Songs, sendo a primeira artista feminina solo no topo da parada desde 2002. Ela tornou-se a primeira artista feminina a ser incluída no MTV's Annual Hottest MC List, que lista os dez principais artistas de hip-hop do ano. Em outubro tornou-se a primeira a ter sete canções na Billboard Hot 100 ao mesmo tempo. Minaj lançou um single em conjunto com o líder do grupo Black Eyed Peas, will.i.am, intitulado "Check It Out", seguido de "Right Thru Me", com o clipe de ambos lançado em outubro. "Moment 4 Life" foi lançada em 7 de dezembro de 2010 com participação do rapper canadense Drake, sendo um sucesso no Hot 100 e entre os cinco dos Rap Songs.
O álbum foi certificado disco de platina pela Recording Industry Association of America (RIAA) um mês após a distribuição. Em 9 de fevereiro de 2011, foi anunciado que o Pink Friday tinha alcançado o número um na Billboard 200 em sua décima primeira semana em atividade na parada musical. Nicki recusou se tornar jurada do The X Factor, comentando sobre isso na canção "Roman Reloaded". A partir de junho de 2011, Minaj em suporte ao Pink Friday, serviu como um ato de abertura junto com Jessie and the Toy Boys e Nervo na sexta turnê de Britney Spears, intitulada Femme Fatale Tour, em suporte do seu sétimo álbum de estúdio, Femme Fatale. Ela também foi destaque no remix oficial da faixa '"Till The World Ends", juntamente com as cantoras Spears e Kesha, que alcançou o número 3 nos Estados Unidos em abril de 2011.
"Super Bass" foi lançado em maio de 2011 e anexado a versão deluxe de Pink Friday. A recepção do single foi enorme após a canção atingir as décimas primeiras posições em paradas musicais de muitos países, incluindo, Reino Unido, Estados Unidos (pico em #3 na Billboard Hot 100), Austrália, Canadá e outros países, recebendo mais tarde platina quádrupla pela RIAA e ganhando críticas positivas. Minaj passou a atribuir o sucesso do single, em parte, à Taylor Swift, dizendo em uma entrevista à estação de rádio americana 102.7 KIIS FM: "Taylor Swift fez uma pequena entrevista sobre 'Super Bass' e decolou nos Estados Unidos com o povo conhecendo... É realmente estranho como tudo isso aconteceu... Nós não planejamos isso. Ela dublou uma personagem no filme de animação 3D Ice Age: Continental Drift, chamada Steffie, uma mamute-lanoso. Minaj também apareceu no álbum do disc jockey francês David Guetta, Nothing but the Beat (2011), nas faixas "Where Them Girls At" e "Turn Me On", ambas escolhidas como canções comerciais do álbum.

### 2011–2013:Pink Friday: Roman ReloadedeAmerican Idol

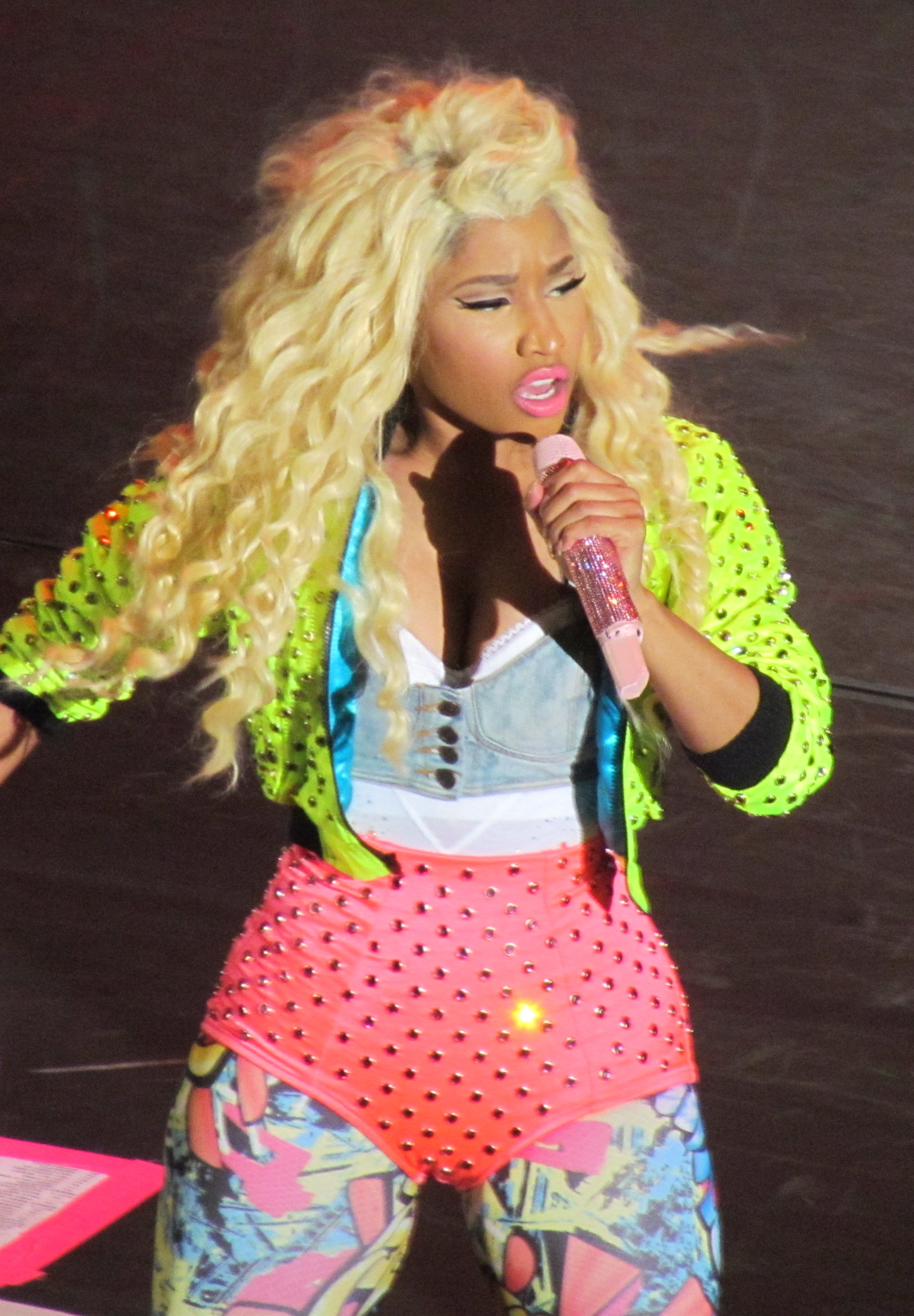
Nicki Minaj performando no Hammersmith Apollo em 2012.

O segundo álbum de Minaj, Pink Friday: Roman Reloaded foi anunciado através do Twitter, em novembro de 2011 e foi lançado pela primeira vez em 2 de abril de 2012, dois meses mais tarde do que o inicialmente planejado. O álbum conta com colaborações com produtores Hit-Boy, Dr. Luke, Rico Beats, Kenoe, RedOne e Oak. O A&R do Cash Money Josué Berkman disse que Minaj foi extremamente particular sobre as batidas e as músicas, ela costumava dizer: "Ela não queria fazer só rap ou cantar qualquer coisa - eu poderia mostrar mil faixas e ela poderia gostar só de uma ou dois". Precedendo o lançamento do álbum, três singles promocionais foram lançados: Roman in Moscow (que não foi para a edição final do álbum), "Stupid Hoe" e "Roman Reloaded". O primeiro single do álbum, "Starships", foi lançado em 14 de fevereiro. Tornou-se o single com melhor posição de Minaj no Reino Unido, atingindo o número 2. Ele também chegou ao número 5 na Billboard Hot 100 dos Estados Unidos, tornando-se sua segunda canção a chegar entre as dez canções mais vendidas da parada musical desde "Super Bass" em 2011. O vídeo da musical foi lançado em 26 de abril de 2012.
Em 13 de fevereiro de 2012, Minaj estreou sua canção "Roman Holiday" no 54º Grammy Awards, tornando-se a primeira música apresentada no palco do Grammy por um rapper feminina solo. O tema exorcístico da performance recebeu opiniões mistas. Ela colaborou na canção "Give Me All Your Luvin'" (com M.I.A.) que foi executada no Super Bowl XLVI em fevereiro e "I Don't Give A", ambas canções do álbum de Madonna MDNA (2012). O segundo single do álbum, "Right by My Side", com Chris Brown, foi lançado em 27 de março de 2012. Após o lançamento do álbum, chegou ao número 24 da Hot R&B/Hip-Hop Songs. Também atingiu posição baixa na parada de singles do Reino Unido, ficou em 101. O terceiro single, "Beez in the Trap", com 2 Chainz foi liberado nas rádios urbanas dos Estados Unidos em 24 de abril de 2012. Estreou no programa de rádio do DJ Flex na Hot 97 em 20 de março de 2012. Chegou ao número 24 na Billboard Rap Songs. O vídeo estreou em 6 de abril de 2012.

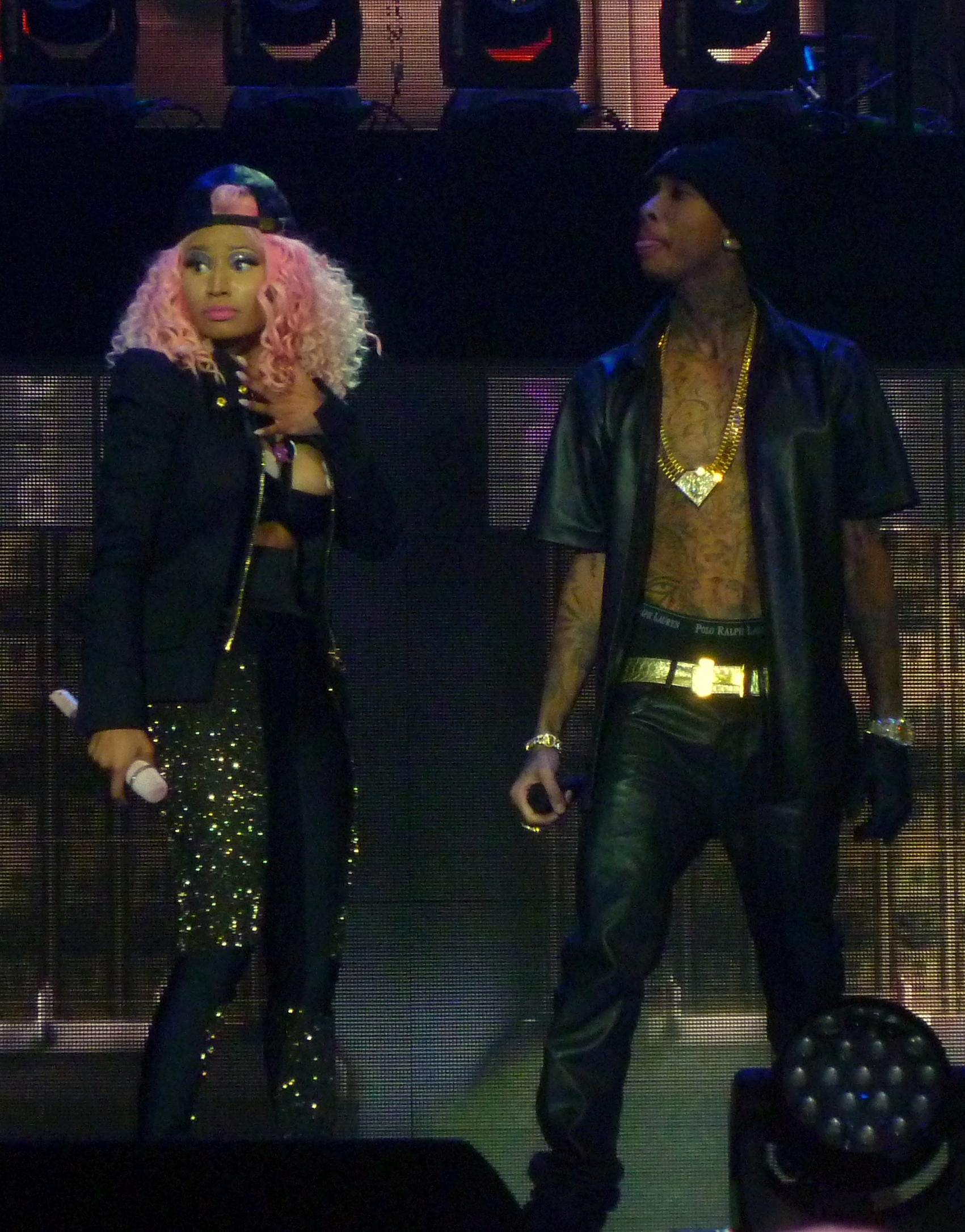
Minaj junto a Tyga na Pink Friday: Reloaded Tour em The O2 Arena, Londres, em 30 de outubro de 2012.

Minaj começou sua primeira turnê mundial, a Pink Friday Tour em 16 de maio de 2012, e foi seguida da Pink Friday: Reloaded Tour, que começou em outubro. Minaj cancelou sua aparição no V Festival de 2012 no Reino Unido e o último show da Pink Friday Tour em Dublin devido aos danos de suas cordas vocais. Ela estava programada a ser uma manchete no Hot 97 Summer Jam em Nova Jersey em 3 de junho de 2012 no MetLife Stadium, mas desistiu de se apresentar dias depois que um dos DJ's da rádio (Peter Rosenberg) criticou "Starships" por não ser "hip-hop de verdade". Seu chefe Lil' Wayne ouviu comentários e cancelou as apresentações dos funcionários da Young Money. Na turnê Minaj se apresentou com lendas do hip-hop como Nas, Lauryn Hill, Cam'ron, Foxy Brown, entre outros. Ela chamou a Hot 97 para falar sobre o incidente com Funkmaster Flex, que terminou com a briga da estação de rádio e do DJ Peter Rosenberg.
Uma versão estendida do Pink Friday: Roman Reloaded foi subtitulado como The Re-Up em 19 de novembro de 2012. O primeiro single do relançamento, "The Boys", com Cassie, foi lançado em 13 de setembro de 2012 e seu vídeo em 18 de outubro de 2012. "Va Va Voom" foi lançada como o quinto single do Pink Friday: Roman Reloaded, com o vídeo estreando em 26 de outubro; e o segundo do Re-Up, "Freedom" foi lançada em 3 de novembro de 2012. Minaj ganhou o prêmio de Melhor Vídeo Musical Feminino no MTV Video Music Awards de 2012, e realizou "Girl on Fire" com Alicia Keys e participação da ginasta Gabby Douglas. Em novembro estrelou um documentário especial no canal E! de três partes, intitulado Nicki Minaj: MY Truth. A artista foi indicada para "Best Hip-Hop", "Best Female", "Best Look", ganhando a primeira indicação no MTV Europe Music Awards de 2012 e perdendo as duas outras para Taylor Swift.
Em setembro de 2012, foi confirmado que Minaj iria participar como jurada na décima segunda temporada do American Idol com os novatos Mariah Carey, Keith Urban e o veterano Randy Jackson. Minaj e Carey receberam muita atenção da mídia por suas tensões nas gravações, com a divulgação de um vídeo das duas em meio a uma acalorada discussão durante audições em Charlotte, Carolina do Norte. No dia seguinte, Carey alegou que Minaj ameaçou "matá-la", durante uma discussão que ocorreu no início da semana, embora Minaj e o produtor Nigel Lythgoe tenham negado tais afirmações. Em 12 de abril de 2013, Minaj tornou-se a rapper com mais entrada na história da Billboard Hot 100, com quarenta e quatro aparições, estando empatada com Mariah Carey como a sétima artista feminina em geral de maior entrada na parada musical. Minaj ganhou o prêmio Best Female Hip-Hop Artist no BET Awards 2013, fazendo história como a primeira rapper feminina a ganhar o prêmio quatro vezes executivas. Minaj foi processada pelo artista de Chicago Clive Tanaka por violação de direitos autorais pelo single "Starships".

### 2014–17:The Other WomaneThe Pinkprint
Em novembro de 2012, Minaj anunciou planos para lançar sua própria gravadora, e já assinou com o cantor Parker Ighile, o rapper Brinx, e a cantora Keisha. O título "Pink Friday Records" foi a intenção, mas foi descartado porque "não seria justo para os homens", Minaj revelou em um comunicado de imprensa, esclarecendo que ela iria lançar o novo nome "muito em breve". Minaj anunciou planos para aparecer em seu primeiro filme no cinema, The Other Woman, que lançou em 14 de abril de 2014. Minaj apareceu como a assistente da atriz Cameron Diaz no longa.

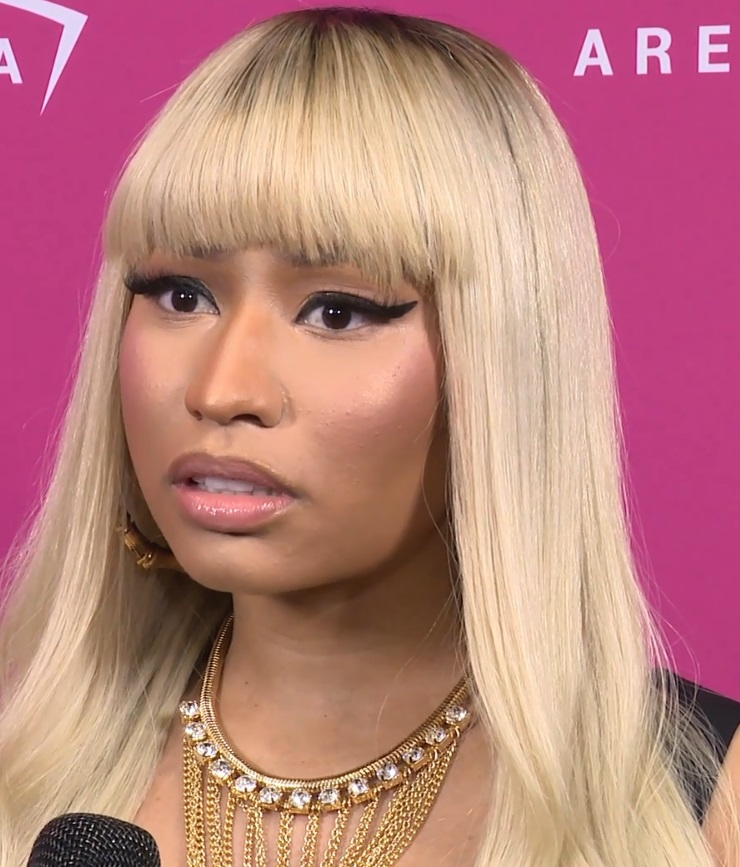
Nicki Minaj em 2016

Tem planos para lançar seu terceiro álbum de estúdio em 2014, descrevendo seu conceito como "uma continuação do Re-Up [mas] com muito mais", com objetivo de voltar as suas "raízes do hip hop". Durante uma entrevista à MTV, Minaj afirmou que o trabalho no seu terceiro álbum de Minaj será o "próximo nível" e que haverá "muito sobre o que falar", ela também exclamou: "Estou muito animada e as pessoas que têm trabalhado comigo agora, têm sido pessoas que eu não tenha trabalhado antes, por isso é que eles estão trazendo um novo som para o álbum que eu nunca tinha experimentado...". Em 30 de dezembro de 2013, Minaj lançou um freestyle rap para a canção viral "Boss Ass Bitch" do grupo PTAF via SoundCloud. Mais tarde, foi removido de sua conta por causa de questões de direitos autorais. Em 12 de fevereiro de 2014 ela lançou um vídeo para a canção "Lookin Ass", dirigido por Nabil. Faz parte do álbum de compilação da Young Money, Young Money: Rise of an Empire (2014). "Pills N Potions" foi liberada como primeiro single oficial do seu terceiro álbum de estúdio The Pinkprint em 21 de maio de 2014.
No ano de 2017, a rapper realizou inúmeras participações musicais com vários artistas (total de 24 parcerias), incluindo Katy Perry, com a música "Swish Swish", o grupo Migos com a rapper Cardi B em "Motorsport" e "Rake It Up" do rapper Yo Gotti, atingindo as paradas americanas com sucesso. No dia 10 de março de 2017, Nicki lançou a faixa "No Frauds" com os rappers Drake e Lil Wayne  como resposta à diss track produzida pela rapper Remy Ma, "Shether". Também lançando no mesmo dia a música "Changed It", com Lil Wayne e "Regret In Your Tears". As 3 faixas ocuparam o top 3 inteiro do iTunes US, com ''No Frauds'' em #1, ''Regret In Your Tears'' em #2 e ''Changed It'' em #3.

### 2018-2019:Queen e Casamento
No mesmo ano, a rapper revelou que havia começado os preparativos para a criação de seu novo álbum de estúdio, com 19 faixas, "Queen", que inicialmente teve sua data de lançamento programada para o dia 15 de Junho de 2018, mais tarde adiado para 10 de Agosto e por último adiado para 17 de agosto de 2018, tendo o seu lançamento oficial de fato ocorrido em 10 de Agosto. Em 19 de maio de 2018, Minaj foi o convidado musical para o final da 43ª temporada de Saturday Night Live; o show foi apresentado por Tina Fey; e Minaj tocou "Chun-Li" e "Poke It Out", ao lado do rapper Playboi Carti. Minaj mais tarde anunciou através de sua conta no Instagram que estava atrasando a data de lançamento de Queen de 15 de junho a 10 de agosto de 2018. Em 7 de junho de 2018, Minaj lançou a capa do álbum no Twitter. Filmado por Mert e Marcus, ela apresentaa rapper de topless, vestindo pastéis, com um head-dress inspirado em Cleópatra. Em 11 de junho de 2018, Minaj revelou que sua próxima turnê seria um double-header com o rapper Future. Em 23 de junho de 2018, ela realizou uma mistura de "Chun-Li" e "Rich Sex" na performance da premiação BET Awards.
Em 22 de julho de 2018, o single de 6ix9ine "Fefe", que contava com a participação de Nicki Minaj, estreou no número #4 e mais tarde chegou a #3 posição na Billboard Hot 100. "Fefe" marcou a maior proeza de Minaj na Hot 100 como feat, superando o número seis início de "Bang Bang" em 2014.

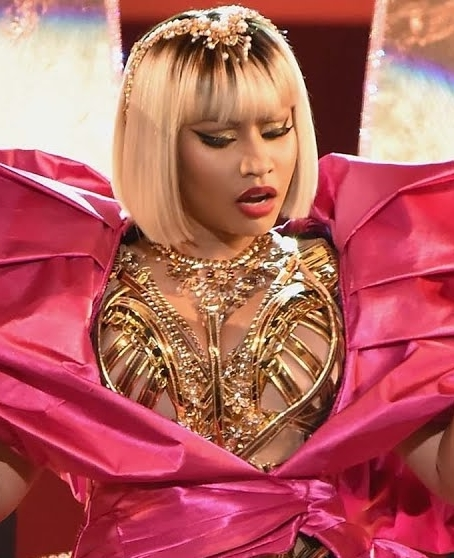
Minaj se apresentando no MTV Video Music Awards de 2018.

Minaj finalmente liberou Queen em 10 de agosto de 2018, uma semana antes do previsto. No dia anterior ao lançamento do álbum, Minaj lançou seu próprio programa de rádio Beats 1, Queen Radio. Queen estreou no número #2 na Billboard 200 dos EUA, com 185 000 unidades equivalentes ao álbum, das quais 78 mil vieram de vendas puras. Ele também estreou em #5 no Reino Unido e em #4 na Austrália, marcando a maior estréia da carreira da Minaj no último país. Depois de estrear em segundo lugar na Billboard 200, Minaj expressou frustração e criticou várias pessoas em uma série de tweets, incluindo Travis Scott, cujo álbum Astroworld conquistou o primeiro lugar pela segunda semana consecutiva, bloqueando Queen do primeiro lugar. O lançamento de Queen e a controvérsia que se seguiu foram criticados por vários veículos de notícias e comentaristas. "Fefe" foi adicionado ao álbum no meio de sua primeira semana de rastreamento.
Queen recebeu críticas geralmente favoráveis, embora alguns críticos tenham discordado do tamanho do álbum e do conteúdo lírico. Mosi Reeves, da Rolling Stone, escreveu que Queen "traz um novo personagem de Nicki Minaj: a monarca real, altiva, uma mulher que insiste em rimas afiadas como prerrogativa de excelência", mas notou que ela tinha "um meio fluído e sinuoso". Em uma crítica mista, Bryan Rolli, da Forbes, concluiu que Queen é "um ótimo álbum de 10 músicas escondido dentro de um álbum bagunçado de 19 músicas", embora elogiasse o lirismo de Minaj, e disse que o álbum "dá aos fãs muita coisa para afundar". Para o The Washington Post, Chris Richards disse: "Queen só se sente conectada com o atual rapper Zeitgeist da maneira mais triste - como outro retrato de um rapper visionário em declínio [...] Um grande álbum de retorno de Nicki Minaj seria o primeiro grande Nicki Álbum de Minaj, ponto final".

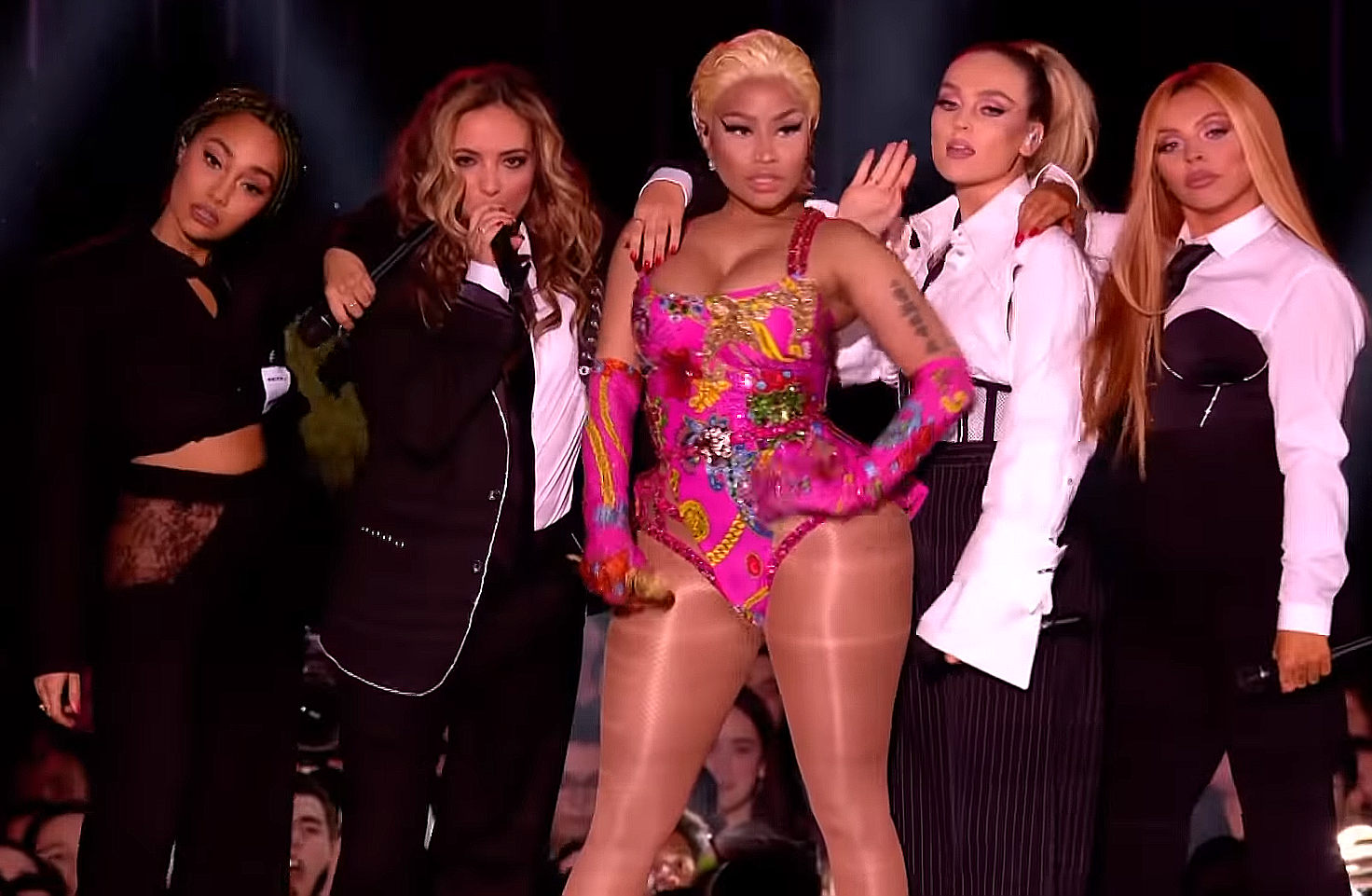
Minaj se apresentou com Little Mix no MTV Europe Music Awards de 2018.

Após o lançamento de Queen, Minaj lançou um videoclipe para a faixa de abertura do álbum, "Ganja Burns", em 13 de agosto de 2018. Também naquele dia, ela apareceu como convidada no The Late Show, e fez um freestyle de um verso personalizado de sua música "Barbie Dreams" dedicados a Stephen Colbert. "Barbie Dreams" foi enviado para a rádio contemporânea rítmica em 14 de agosto de 2018, como o terceiro single do álbum. Em 20 de agosto de 2018, Minaj ganhou seu quarto MTV Video Music Award pelo videoclipe "Chun-Li", na 35ª cerimônia anual. Em 24 de agosto de 2018, o single do boygroup sul-coreano BTS "Idol" com Minaj, foi lançado. A faixa estreou no número onze na Billboard Hot 100, marcando-a como a segunda música mais alta do grupo. Ela também participou da música "Woman Like Me" do grupo feminino britânico Little Mix, que foi lançado em 12 de outubro de 2018. O videoclipe foi lançado logo depois, com Minaj e Little Mix tocando a música juntos no MTV Europe Music Awards 2018. Bem como foi destaque em "Dip" do rapper norte-americano Tyga, que alcançou o número 63 nos EUA, tornando-se a primeira artista feminina a ter 100 entradas na Billboard Hot 100.
Em 2 de setembro de 2018, Minaj encabeçou o anual Made In America Festival, para uma multidão de 50 mil pessoas. Enquanto no palco, Minaj sofreu um mau funcionamento do guarda-roupa, mas continuou realizando. Durante sua performance, Minaj trouxe vários convidados, incluindo Lil Uzi Vert e A$AP Ferg. Na semana seguinte, em 4 de setembro, Minaj apareceu como convidada e tocou várias músicas no The Ellen Degeneres Show. Ao longo do episódio, Minaj e Degeneres, com a participação do Walmart, distribuíram mais de US$150.000 em doações para os fãs. Em 2019, a artista lançou seu novo single intitulado MEGATRON.  Um mês depois, ela forneceu informações sobre seu próximo quinto álbum de estúdio, aparecendo no The Tonight Show Starring Jimmy Fallon, afirmando que "definitivamente há um novo álbum, é claro". Ela participou da música "Hot Girl Summer" ao lado da rapper Megan Thee Stallion em agosto de 2019, que alcançou o número onze nos Estados Unidos.
Minaj começou a namorar seu amigo de infância Kenneth Petty (apelidado de "Zoo") em dezembro de 2018 e, após menos de um ano de namoro, pediu uma certidão de casamento em agosto de 2019. Ela anunciou que eles se casaram oficialmente em outubro. Em 5 de setembro de 2019, por meio de suas redes sociais, anunciou sua aposentadoria para se dedicar à família. Não sem antes anunciar seu quinto álbum de estúdio.
Minaj dublou a personagem Pinky em Angry Birds 2 - O Filme, que foi lançado em agosto de 2019. Em novembro, Minaj fez parte da trilha sonora de Charlie's Angel na música "Bad To You", junto com Ariana Grande e Normani, marcando sua sexta colaboração com Ariana. No dia 7 de novembro de 2019, foi lançado o videoclipe da música Tusa, em colaboração com a cantora colombiana Karol G, que vem obtendo grande sucesso comercial desde sua estreia. Ela ficou em 55º lugar no Billboard Hot 100 e tem mais de 1 Bilhão de visualizações na plataforma do YouTube.

### 2020-2021:  Maternidade e relançamentode Beam Me Up Scotty
Em janeiro de 2020, Minaj ainda não tinha quebrado seu silêncio online depois de anunciar um hiato nas redes sociais em 9 de novembro de 2019. A rapper não fez nenhuma aparição pública gravada além de sua participação no evento Billboard Women in Music em 12 de dezembro, no qual ela recebeu o Prêmio Game Changer depois de "se tornar a primeira mulher a ter 100 participações na Billboard Hot 100". Ela voltou ao Twitter e ao Instagram em 30 de janeiro de 2020 para anunciar sua aparição como jurada convidada no episódio de estréia da décima segunda temporada da série americana de reality shows Rupaul's Drag Race. No dia seguinte, sua colaboração com a cantora americana Meghan Trainor intitulada "Nice to Meet Ya" foi lançada acompanhada por um videoclipe.
Pouco depois de publicar um trecho de uma nova música, Nicki a anunciou oficialmente como sua primeira e única música solo de 2020, intitulada "Yikes", que sairia em 7 de fevereiro de 2020. Após uma série de lançamentos como ''Nice To Meet Ya'' em parceria com Meghan Trainor e ''Not Sorry'' com Rich the Kid, Doja Cat anunciou em 29 de Abril que Nicki Minaj estaria no seu remix oficial do hit Say So. O remix de Minaj impulsionou a canção para a posição #1 da Billboard Hot 100 em 11 de Maio, fazendo essa se tornar a primeira música por uma dupla de rappers femininas a chegar ao topo das paradas. Mais tarde, em 22 de Junho, Nicki veio a se tornar a primeira rapper feminina a debutar em #1 na Hot 100 neste século com ''Trollz'', parceria com 6ix9ine. Ainda em 2020, ela colaborou com diversos rappers e produtores dentres eles ASAP Ferg, MadeinTYO, Ty Dolla Sign, Mike Will Made It e YoungBoy Never Broke Again.
Em julho, Minaj anunciou via Instagram que estava esperando seu primeiro filho. Ela deu à luz em 30 de setembro de 2020, a quem ela se refere publicamente como "Papa Bear". Seu nome verdadeiro ainda é desconhecido. No 10º aniversário de seu álbum de estreia Pink Friday (2010), Minaj anunciou uma série documental de seis partes sobre ela, produzida pela Bron Studios e foi originalmente planejada para estrear na HBO Max. No entanto, em 2022, a plataforma de streaming confirmou que abandonou o projeto ainda inédito.
Ela finalizou o ano de 2020 tendo somado 2.3 bilhões de streams no Spotify como artista principal e mais de 3.2B se somados os featurings. Ela foi a rapper feminina mais ouvida nas plataformas Spotify, Deezer, Tidal e YouTube.
No ano seguinte, em fevereiro de 2021, o pai de Minaj, Robert Maraj, morreu enquanto caminhava por uma estrada em Long Island em um acidente de atropelamento. Charles Polevich, um homem de 70 anos, foi acusado como suspeito da morte de Maraj. Polevich foi indiciado e acusado de dois crimes, que foram deixar o local do incidente envolvendo a morte de uma pessoa e adulterar ou suprimir provas físicas. Três meses depois, ela comentou sobre a morte de seu pai em uma carta, dizendo: "[...] Foi a perda mais devastadora da minha vida. Eu me pego querendo ligar para ele o tempo todo, ainda mais agora que ele se foi. [...] Que sua alma descanse no paraíso. Ele era muito amado e vai fazer muita falta".
Em maio de 2021, Minaj lançou uma reedição de sua mixtape Beam Me Up Scotty (2009), incluindo novas músicas indisponíveis anteriormente nos serviços de streaming. A reedição estreou em segundo lugar na Billboard 200, o que lhe deu a maior estreia para uma mixtape de rap feminino nos EUA. O verso de Minaj em "Fractions" da reedição apareceu na lista de críticos "Best Rap Verses of 2021 So Far" do meio do ano da Complex.  Em julho, Minaj colaborou com a rapper Bia no remix de sua música Whole Lotta Money. O remix apareceu em várias listas de "Melhores Músicas do Ano" de publicações como Rolling Stone e NPR.
Em agosto, a vítima de seu marido (chamada Jennifer Hough) entrou com um processo contra Minaj e Petty por suposto assédio e intimidação. Mais tarde, ela deu uma entrevista sobre as acusações no talk show diurno The Real. Embora Minaj não tenha comentado publicamente sobre o processo, ela abordou as acusações em um processo de arquivamento: "Eu nunca pedi a Hough para mudar sua história, nunca lhe ofereci dinheiro em troca de uma declaração, e não a ameacei com qualquer tipo de dano se ela optasse por não fornecer uma declaração". Hough mais tarde desistiu voluntariamente do caso contra Minaj, com seus advogados alegando "questões jurisdicionais" e dizendo a um juiz que ele seria reapresentado na Califórnia. O advogado de Minaj rebateu suas alegações, dizendo que o rearquivamento foi uma "jogada para evitar sanções" e que "suas reivindicações receberam uma resposta agressiva". Em janeiro de 2022 Jennifer retirou Nicki do processo sem nenhuma explicação ou provas.
Em novembro de 2021, seu single de 2011 "Super Bass" foi certificado em diamante pela RIAA, tornando-a a segunda rapper solo feminina a receber uma certificação de diamante.

### 2022: Parcerias e projetos antes do álbum
No início do ano, após um hiato nas redes sociais, Minaj anunciou uma colaboração musical com o rapper Lil Baby chamada "Do We Have a Problem?". A faixa foi lançada em 4 de fevereiro, juntamente com um videoclipe. O vídeo também continha um trecho de outra colaboração com Lil Baby intitulada "Bussin", que foi lançada oficialmente uma semana depois, em 11 de fevereiro. "Do We Have a Problem?" estreou e alcançou o número dois na Billboard Hot 100. Tornou-se a vigésima entrada de Minaj no top dez nos EUA, estendendo seu recorde como a rapper feminina com mais singles no top dez dos EUA. Em uma entrevista promocional da Apple Music com o DJ Zane Lowe, Minaj disse que seu próximo quinto álbum de estúdio está "chegando muito em breve".
Em março, Minaj colaborou com a também rapper Coi Leray em uma música intitulada "Blick Blick". Mais tarde naquele mês, ela lançou o single independente "We Go Up" com o rapper Fivio Foreign. A faixa drill foi inicialmente provocada nas redes sociais de Minaj como uma música descartada de seu álbum, antes que os fãs tivessem solicitado que ela lançasse a canção.  Depois disso, ela foi nomeada a nova diretora criativa da revista masculina americana Maxim e se tornou a nova embaixadora global e conselheira da MaximBet, uma marca de apostas esportivas lançada pela Maxim.
No início de julho, Minaj fez várias apresentações ao vivo como atração principal do 2022 no Essence Music Festival 2022 em Nova Orleans e quebrou o recorde de público no Wireless Festival 2022 em Londres. No mesmo mês, ela postou um trecho de uma nova música nas redes sociais com samples da música de 1981 do cantor americano Rick James, "Super Freak". Em 22 de julho, ela anunciou que a faixa completa seria lançada em 12 de agosto. Ela revelou o título da canção como "Super Freaky Girl" e a arte da capa que acompanha a canção. Em 28 de julho de 2022, ela lançou um trailer de dois minutos de sua próxima série documental de seis partes intitulada "Nicki", produzida pela produtora canadense Bron Studios. Após seu lançamento inicial, "Super Freaky Girl" recebeu uma versão estendida chamada "Roman Remix", que apresenta o retorno de seu alter ego Roman Zolanski.
"Super Freaky Girl" estreou como número um nos Estados Unidos, tornando a música o terceiro número um de Minaj nos Estados Unidos e seu primeiro número um solo. Tornou-se a primeira canção solo de uma rapper feminina a estrear no número um nos EUA em 22 anos, desde "Doo Wop (That Thing)", da rapper Lauryn Hill, também estreou no número um em 1998. Em 28 de agosto de 2022, Minaj lançou uma coletânea chamada Queen Radio: Volume 1 com uma nova faixa, "Likkle Miss (Remix)" com Skeng.  Em 9 de setembro de 2022, Minaj lançou um remix de "Super Freaky Girl" chamado "Queen Mix", que apresenta 5 outras rappers: JT, BIA, Katie Got Bandz, Akbar V e Maliibu Miitch.
Em 6 de outubro de 2022, Minaj e Skeng lançaram um remix de "Likkle Miss" chamado "THE FINE NINE REMIX" com Spice, Destra Garcia, Patrice Roberts, Lady Leshurr, Pamputtae, Dovey Magnum, Lisa Mercedez e London Hill. Em 21 de outubro de 2022, o rapper YoungBoy Never Broke Again lançou uma colaboração com Minaj intitulada "I Admit".

### 2023–presente: Quinto álbum de estúdio
Em fevereiro de 2023, Nicki Minaj deu uma prévia de "Red Ruby Da Sleeze" por meio de seu Instagram, anunciando que seria lançado em 3 de março de 2023. Ela também antecipou a música ao compartilhar um vídeo dela fazendo rap no Carnaval de Trinidad e Tobago. A canção estreou no número #13 na Billboard Hot 100 enquanto atingia o número #1 na parada de vendas de músicas digitais dos EUA, empatando com Drake como os artistas com mais números na parada. Em 7 de abril de 2023, Nicki apareceria como feat. em "WTF", o terceiro single que antecedeu o sexto álbum de estúdio do rapper YoungBoy Never Broke Again. Em abril, se uniu com a rapper Ice Spice para o remix de Princess Diana, que estreou em quarto lugar na Billboard Hot 100.
No dia 6 de junho, a rapper anunciou no Twitter/X o lançamento do seu quinto álbum de estúdio. Posteriormente, em 29 de junho, adiou o álbum para 17 de novembro, revelando que seria intitulado "Pink Friday 2".
Entre abril e julho, após colaborar em sete projetos, Minaj divulgou um trecho da inédita "Last Time I Saw You" no Instagram, em 14 de agosto. Esta música foi oficialmente anunciada em 25 de agosto e lançada em 1º de setembro. Estreou em #13 no Spotify dos EUA, com 923 mil reproduções, e em #52 no ranking global do serviço, com 1,95 milhões de transmissões totais, além de ter estreado em #23 na Billboard Hot 100.
Em 24 de outubro, a rapper comunicou através de suas redes sociais que o lançamento de "Pink Friday 2" seria adiado novamente, desta vez para 8 de dezembro, data que coincide com seu aniversário.
Em 8 de dezembro, a rapper finalmente divulgou a tracklist de seu projeto horas antes do lançamento. O álbum inclui colaborações de artistas como Lil Wayne, Tate Kobang, Drake, Lil Uzi Vert, J. Cole, Tasha Cobbs Leonard, Skeng, Skillibeng, Lourdiz e Future. A versão standart conta com 22 faixas, enquanto o primeiro deluxe, intitulado "Pink Friday 2: Gag City Deluxe", apresenta 24 faixas, incluindo uma versão estendida de "Beep Beep" com 50 Cent, além das participações de Monica e Keyshia Cole em "Love Me Enough".
O álbum obteve grande sucesso comercial, estreando diretamente na primeira posição da Billboard 200 com 228 mil cópias vendidas e 169 milhões de streams on-demand. Minaj quebrou diversos recordes, tornando-se a primeira rapper feminina a conquistar o topo do gráfico com três álbuns, o álbum de uma rapper feminina com mais faixas enviadas para a Hot 100 (17), e a primeira rapper a estrear quatro álbuns de estúdio com vendas superiores a 200 mil cópias nos Estados Unidos.
Em 11 de dezembro, anunciou sua nove turnê mundial, "Pink Friday 2 Tour", a iniciar em 1° março de 2024 em Oakland, na Califórnia. No dia 21, anunciou o segundo deluxe do "Pink Friday 2", que contará com novas faixas, incluindo "Roman In Gag City", uma diss track.

## Características musicais

### Imagem

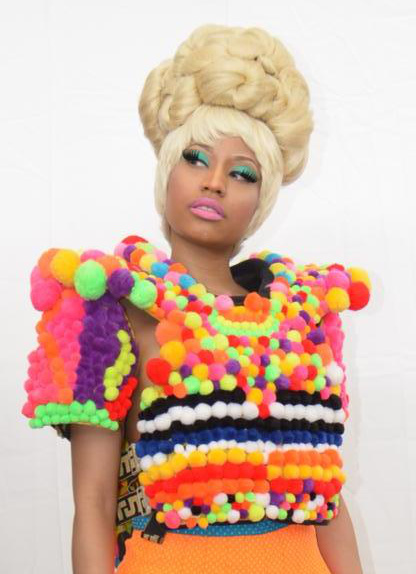
Minaj na Semana de Moda de outono/inverno da Mercedes-Benz em Nova Iorque.

Minaj tem sido notada pelos meios de comunicação pela sua imagem extravagante. Em entrevista à revista Vibe, Minaj discutiu sobre sua imagem sexual, declarando: "quando eu cresci, vi mulheres fazendo coisas certas, e eu pensei que tinha que fazer exatamente isso. As rappers femininas hoje em dia falam muito sobre sexo... e eu pensei que para ter o sucesso que tenho, teria que fazer a mesma coisa. Quando na verdade eu não tinha que fazer", mais tarde acrescentando: "fiz uma decisão consciente para tentar suavizar a sensualidade, eu quero que as pessoas — especialmente as meninas —, saibam que na vida, nada vai ser baseado em atração sexual. Você tem que ter algo mais do que isso." Ela começou a "cantar sobre seios" como parte de seu movimento para fortalecer as mulheres. Em uma entrevista ao The Guardian, Minaj diz que ela não está só competindo com as mulheres, mas também com os rappers masculinos na indústria: "É por isso que digo coisas como 'pau na sua cara', porque não quero mais me referir aos órgãos femininos, só sinto que tenho bolas maiores do que as dos meninos", referindo-se a música "Come On a Cone" do seu segundo álbum, Pink Friday: Roman Reloaded. Na canção "Moment 4 Life" ela se refere como um rei ao invés do termo "rainha".
Minaj é muitas vezes comparada a cantora pop Lady Gaga e as vezes chamada de "Lady Gaga negra", por usar roupas e perucas extravagantes, mas ela contesta as comparações. Ela cita Alexander McQueen, Versace, e Christian Louboutin como seus estilistas favoritos. The Huffington Post descreve a moda de Minaj como "cheia de riscos", "ousadas escolhas alfaiatarias" e "legal", com o Yahoo! comentando que seus trajes são "coloridos", "loucos" e afirmou que "o mundo certamente seria muito quieto sem a senhora Minaj". A artista já foi convidada para participar de vários eventos de estilistas, com Donatella Versace convidando-a para realizar o lançamento da colaboração da Versace para a H&M ao lado de Prince e também cantou seu single de sucesso "Super Bass" em um desfile de moda da Victoria Secret em novembro de 2011. Minaj foi pessoalmente convidada para sentar-se ao lado da editora chefe da revista Vogue Anna Wintour durante a New York Fashion Week para ver estilistas como Oscar de la Renta e Carolina Herrera.
Com 17 mil tweets e 15 milhões de seguidores, a Billboard classificou Minaj como a sexta usuária mais ativa do microblog Twitter, sendo também a rapper mais seguido no mundo. Em março de 2011, a Billboard nomeou-a como a quarta artista mais ativa nas redes sociais, através da parada Social 50, que acompanha o uso do Facebook, Twitter, Tumblr, YouTube e Instagram. No Twitter e em aparições públicas e entrevistas, Minaj se refere a suas fãs como "Barbz", e ao seu público heterossexual e LGBT como "Boyz" e "Ken Barbz", respectivamente, algo que deriva de seu alter-ego "Harajaku Barbie". Minaj excluiu sua conta na rede social por 8 dias em abril de 2012, depois de uma disputa entre ela e os fãs que queriam vazar trechos inéditos de seu álbum ainda não lançado. Na época, ela possuía 11 milhões de seguidores e perdeu mais de um milhão de seguidores como um resultado da ação.
Em 2012, o cartunista amador David Monger fez uma web série popular baseada em Nicki Minaj chamada The Nekci Menij Show. Com ícones pop como Madonna até Marina and the Diamonds, os personagens são ilustradas de uma forma que é intencionalmente bruta, espelhando o meme de "Pato Donald", acompanhado por uma linguagem com erros ortográficos. Desde setembro de 2012, o show atraiu mais de 600 mil visualizações no YouTube. Basicamente criados usando o Microsoft Paint, a série usa paródia sobre a fama e os fãs fanáticos das pop stars. Minaj é a primeira e única rapper feminina a alcançar mais de um bilhão de visualizações de vídeos no YouTube.

### Alter egos
Enquanto cresceu, Maraj era cercada de problemas familiares e as constantes brigas entre seus pais. Para fugir dos problemas da vida real, ela criou personagens em sua imaginação e viveu sua vida através deles, declarando: "Para ficar longe de toda aquela briga deles, eu imaginava ser uma nova pessoa. 'Cookie' foi a minha primeira identidade, que ficou comigo por um tempo. Passei para a "Harajuku Barbie", e depois "Nicki Minaj". A fantasia era a minha realidade." Minaj também apresentou "Point Dexter" em uma paródia no SNL como um alter-ego.
Em 18 de novembro de 2010, Minaj assumiu um outro alter-ego chamado "Nicki Teresa". Teresa usa um lenço colorido na cabeça, é considerada uma "curandeira para seus fãs", visitou a fundação The Garden of Dreams Fundation no Fuse Studios em Nova York. Em uma aparição no Lopez Tonight em 6 de dezembro de 2010, apresentou um outro alter-ego, de inspiração espanhola, com o nome "Rosa" (pronunciado Rrrrrosa).
Para o Pink Friday, Minaj criou outro alter-ego com o nome "Roman Zolanski", que a rapper afirma que nasceu de dentro dela, da raiva, e se torna ele quando ela está com raiva, como um demônio dentro dela. Roman tem sido comparado a Slim Shady, alter ego de Eminem, em "Roman's Revenge", faixa do Pink Friday, Minaj e Eminem colaboraram juntos com seus alter-egos. Sobre a colaboração, ela disse: "O novo álbum vai ter muitos Roman... E se você não tiver familiarizado com o Roman, então você estará familiarizado com ele muito em breve. Ele é o garoto que vive dentro de mim. Ele é um lunático e ele é gay e ele vai aparecer muito lá [no álbum]." Roman têm uma "mãe" chamada "Martha Zolanski", que aparece na canção Roman's Revenge, no final da música com um sotaque britânico, e em "Roman Holiday" cantando o início. Martha aparece no vídeo de "Moment 4 Life", onde é a madrinha mágica de Minaj. Na canção "All I Do Is Win (Remix), o rap é feito por Nicki Minaj. Ela afirmou que em seu primeiro álbum, os fãs iriam ficar com Minaj, "Roman", "Martha" e "Onika".

### Técnica para fazerrap
"Quando comecei a fazer rap, as pessoas estavam tentando me transformar em uma típica rapper de Nova Iorque, mas eu não sou [...] Sem desrespeitar os rappers de Nova Iorque, mas eu quero que as pessoas me ouçam e saibam exatamente de onde eu sou."

—Minaj falando sobre sua técnica de fazer rap em uma entrevista à Billboard.

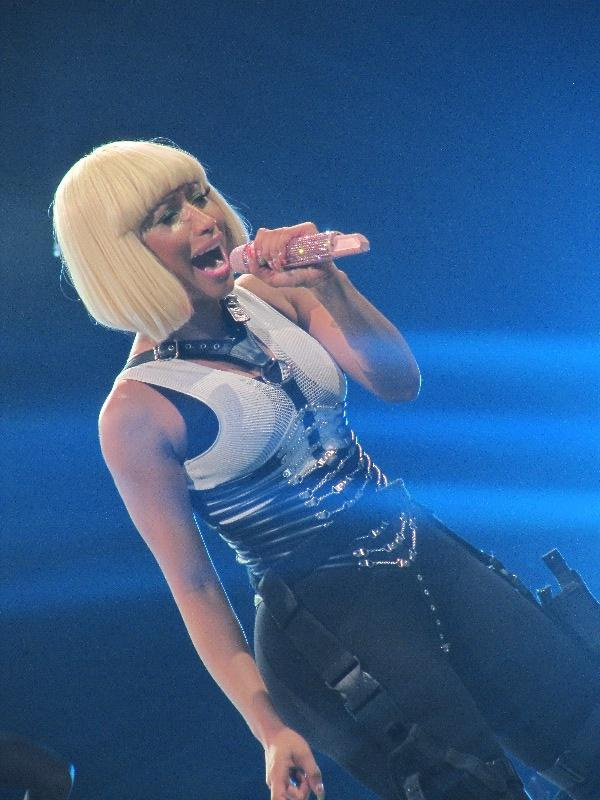
Nicki Minaj ao vivo na turnê Femme Fatale Tour em 2011.

Minaj é conhecida por seu estilo animado de fazer rap, especialmente seu flow. Ela frequentemente combina metáforas, piadas e trocadilhos em seu trabalho, que são comparadas com o estilo do seu mentor Lil Wayne. O New York Times descreveu Minaj como "uma rapper brilhante com um sotaque engraçado e reviravoltas inesperadas nas frases. Ela caminha ao exagero sem medida, na música, na personalidade e no visual. E ela se desenvolveu rápido, descartando métodos antigos da mesma facilidade que conseguiu os novos." Muitos críticos descrevem sua técnica como "rap chiclete", mas Minaj explicou: "O que as pessoas não sabem é que antes de eu fazer essas loucuras, eu estava [recém] me formando, eu estava apenas fazendo rap normal que alguém poderia ouvir e identificar. Mas uma vez eu comecei a fazer toda essa merda estranha—eu não estou brava com isso porque tem a atenção de todos." Amplamente reconhecido como uma artista de rap, Minaj fortemente se influencia por gêneros de música eletrônica, especialmente electropop. Seu álbum de estreia, Pink Friday marcou sua exploração pelo gênero, gerando uma série de sucessos electros, incluindo "Super Bass". Seguindo as mesmas convenções de combinar rap com sintetizadores eletrônicos, o segundo álbum de Minaj difusamente trabalhou no gênero electropop em várias músicas, incluindo "HOV Lane", "Whip It", "Automatic", "Come On a Cone", "Young Forever", "Fire Burns", "Roman Holiday" e "Beez in the Trap". Nesta fase na carreira de Minaj, ela aventurou-se em colaborar com outros artistas, produzindo batidas eletrônicas nas canções "The Boys", com Cassie e "Beauty and a Beat" com o cantor pop canadense Justin Bieber.
Seu verso em "Monster" de Kanye West foi bem recebido pela crítica, com muitos notando que ela teve o melhor verso na canção. Seus alter-egos ganham vida em suas letras que variam em um sotaque britânico, como a "Barbie Harajuku" que tem uma voz suave. Ice-T subscreveu a habilidade de Minaj em fazer rap: "ela [Minaj] tem uma coisa, sabe? Ela tem sua própria maneira de fazer isso. Ela tem uma entrega vocal. Ela me lembra uma versão feminina do Busta Rhymes, pela forma que ela joga sua voz em direções diferentes.

### Influências
Minaj cita Lil Wayne, Foxy Brown e Jay-Z como suas maioras influências dizendo: "Eu não posso nem imaginar minha carreira, e meu espírito criativo sem Wayne. [...] Eu sinto que ainda estou entrelaçada com ele criativamente." Minaj chamou Lil Wayne de mentor e creditou-lhe a sua descoberta. Sobre Foxy Brown e Jay-Z, Minaj disse: "Eu realmente a amo [Foxy] como uma rapper feminina. Eu estava realmente interessada em sua mente e sua aura, eu estava realmente interligada ao Jay-Z. Eu e meus amigos na escola, ficávamos recitando todas as letras do Jay. Suas palavras eram nossas palavras em nossas conversas o tempo todo. Eu nunca disse à Foxy o quanto ela me influenciou e quanto ela mudou minha vida, e você tem que dizer às pessoas enquanto elas estão vivas para elas receberem o elogio, em vez de fazer um tributo quando elas não estiverem mais aqui." Ela disse que Foxy Brown foi "a rapper feminina mais influente" e que seu álbum Broken Silence (2001) mudou sua vida.
Minaj afirmou que os artistas que influenciaram seu estilo musical são Lisa "Left Eye" Lopes, Lil Wayne, Lauryn Hill, Jadakiss, Natasha Bedingfield, Foxy Brown, Lil' Kim e Missy Elliott. Ela também foi inspirada por Madonna, Britney Spears, Beyoncé, Lady Gaga, Enya, Marilyn Monroe, Grace Jones M.I.A e Cyndi Lauper.
Jada Pinkett Smith é uma das influências de Minaj como atriz, e tem sido mencionado como um modelo na sua carreira de atriz. Minaj foi inspirada também pela cantora de R&B Monica, e costumava cantar sua canção "Why I Love You So Much" em cada show de talento que participava. Minaj referenciou Monica como uma dos seus maiores influências musicais de todos os tempos, em um show em Atlanta na Pink Friday Tour. Kanye West, Trina e Drake tem sido nomeados como influências para Minaj. Betsey Johnson é outro ícone da moda para Minaj de acordo a uma entrevista concebida a MTV, onde a rapper expressa seu amor por Johnson: "Ela é um espírito livre. Quando eu a conheci outro dia, eu senti como se eu a conhecesse por toda a minha vida. Ela é tão calorosa, atenciosa e carinhosa. Incrivelmente talentosa e eu usaria as suas roupas para sempre, então conhecê-la foi tipo 'meu deus'. [Eu estava] me curvando para ela, ela é uma droga!". Falando sobre Cyndi Lauper, Minaj expressou seu amor pelo estilo de Lauper e como seus videoclipes  inspiram sua imagem quando ela era adolescente dizendo: "Quando eu pintei o meu cabelo de colorido, eu tinha uns 14 anos e eu queria destaques loiros. A esteticista disse: 'não, você tem que me dar o telefone da sua mãe' e eu estava chorando e implorando. Eu sempre quis experiencias [novas]. Os vídeos de Cyndi Lauper era o que me intrigava."

## Outros empreendimentos

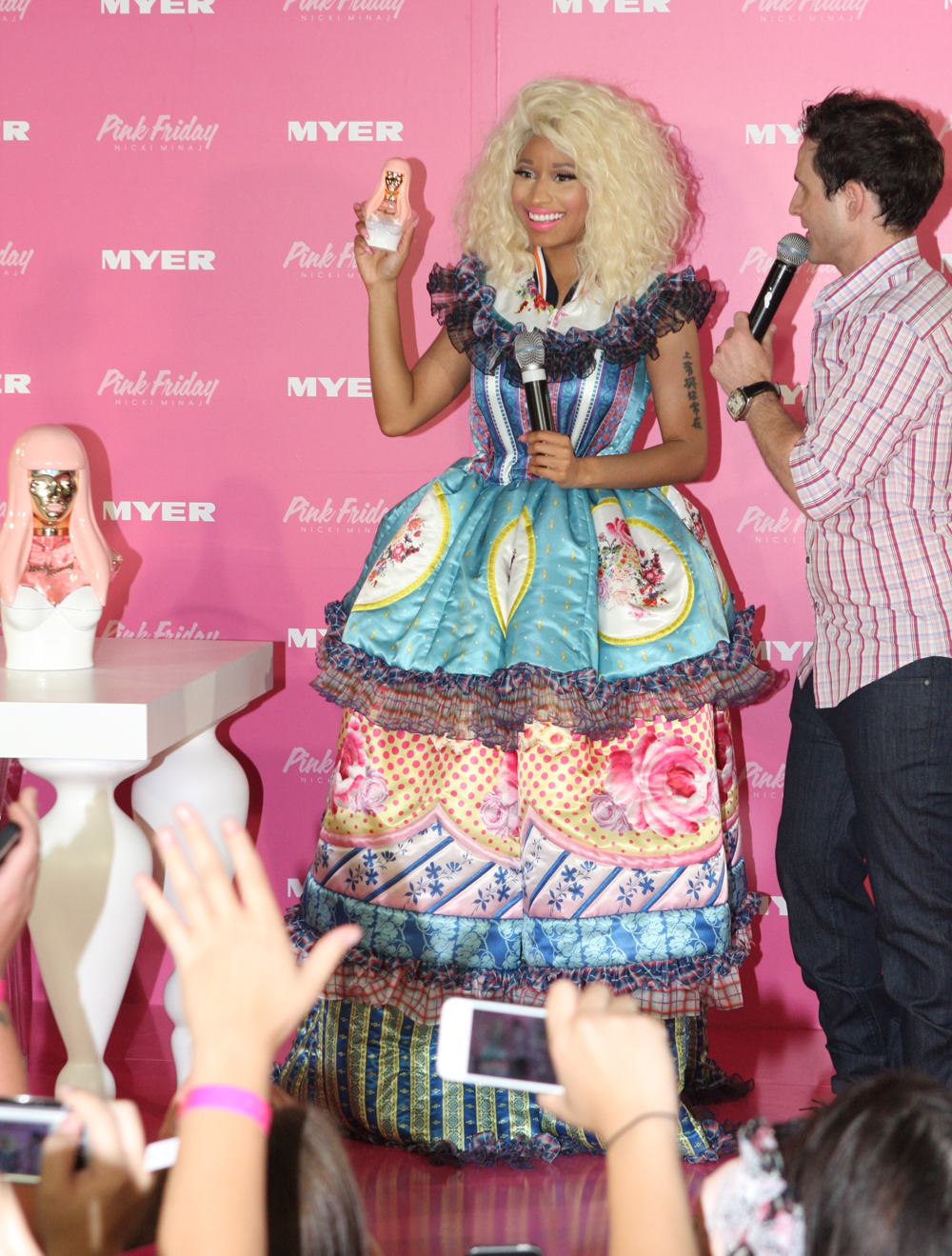
Minaj promove sua primeira fragrância "Pink Friday" em 2012

Minaj assinou contratos com uma variedade de interesses corporativos e empresas de manufatura. Criou seu próprio aplicativo intitulado "MyPinkFriday" que contou com seu dicionário de gírias que ela criou chamado "Nictionary", disponível para usuários de Android e de iPhone em 2010. Em abril de 2011, ela ajudou no lançamento da câmera digital Casio TRYX no Times Square, junto com a banda The Roots. Em abril de 2012, Minaj lançou o Nokia Lumia 900 no Times Square, seguido por uma performance de "Starships", "Super Bass" e "Right by My Side". Contratou um acordo promocional com a fabricante de refrigerantes Pepsi em fevereiro de 2012, no qual ela aparece em um comercial gravado na Argentina para a campanha global LiveForNow, e em anúncios na internet. Seu single de sucesso "Moment 4 Life" foi remixado no comercial. A companhia de brinquedo Mattel produziu uma boneca Barbie com "temática Nicki Minaj" para ser leiloada na empresa virtual charitybuzz e foi avaliada em uma estimativa de quinze mil dólares.
MAC Cosmetics colaborou com Minaj em vários projetos empresariais, como em uma edição limitada de um batom chamado Pink 4 Friday que ficou durante quatro sextas-feiras consecutivos à venda, a partir de 26 de novembro de 2010 para promover o lançamento de seu álbum de estreia Pink Friday, e também como parte da campanha Viva Glam com Ricky Martin na América Latina, lucraram cerca de duzentos e cinquenta milhões de dólares para a MAC AIDS Fund. Liderou a campanha Viva Glam 2013, lançando um novo tom de batom "Nicki 2" e um lip gloss combinando. Lançou sua linha de roupas através das lojas Kmart em 9 de janeiro de 2013 e colaborou com a OPI Products em uma coleção de esmalte com seis cores diferentes com o nome de suas canções.
Junto ao designer Jeremy Scott, Minaj assinou um contrato com a Adidas para a campanha de inverno 2012 para aparecer em anúncios na internet e comerciais para a Adidas Originals. O comercial foi filmado em um local não revelado no Brooklyn, com Big Sean, Derrick Rose, Sky Ferreira e 2NE1, em todo o mundo usando o vestuário da Adidas. O comercial usa a canção canção "Masquerade" da rapper como tema para o anúncio. Planeja lançar sua própria linha de roupas em 2013, e descreveu-a como "Barbie Harajuku", incluindo acessórios e utensílios domésticas, anunciou em janeiro de 2013, com Adam Levine no mesmo contrato, que seria vendido em lojas como Walmart e Target. A "The Nicki Minaj Collection" será vendida exclusivamente na K-Mart, anunciado em janeiro de 2013. Minaj revelou via Twitter que está trabalhando em dois livros. Em setembro de 2012, lançou sua primeira fragrância Pink Friday com a Give Back Brands, onde seu frasco lembra a capa do álbum Pink Friday, sendo vendido sob licença exclusiva da Macy's nos Estados Unidos e Elizabeth Arden internacionalmente. Em abril de 2013, a versão limitada Pink Friday Special Edition foi lançado. Em 14 de fevereiro de 2013 Bluewater Comics revelou que Minaj iria estrelar a série biografia de quadrinhos "Fame", e iria fazer sua estreia nos quadrinhos intitulados Fame: Nicki Minaj, que foi lançado para as lojas em 13 de fevereiro de 2013. Em abril de 2013, Minaj em parceria com a Beats Electronics, lançou o alto-falante "Pink Pill", vendido exclusivamente pela AT&T; e ela e o ator DeRay Davis apareceram no comercial do produto. Em 6 de junho de 2013, Minaj deu um comunicado à imprensa sobre a bebida moscato chamada "Myx", onde revelou que Minaj não só está à frente a campanha, mas também compartilha a propriedade da empresa.

## Vida pessoal
Em julho de 2011, o primo de Minaj, Nicholas Telemaque, foi assassinado perto de sua casa no Brooklyn, em Nova Iorque. Ela postou em sua página do Twitter que estava arrasada. Em homenagem a Telemaque, Minaj referencia-o na letra da canção "Champion": "Porque eles mataram meu priminho, Nicholas/Mas nas minhas memórias só tem imagens felizes".
Minaj é a única rapper feminina a ser inclusa na lista "Hip Hop Cash Kings" da Forbes, onde ocupa a oitava posição, tendo ganho 15,5 milhões de dólares americanos entre maio de 2011 a maio de 2012. Como consequência do catastrófico furacão Sandy, Minaj doou 15 mil dólares para o "Food Bank For New York City".
Minaj é cristã. Ela afirmou que depois que seu pai foi para a reabilitação e começou a frequentar a igreja "ele foi salvo e começou a mudar sua vida".
Os críticos observaram o uso de de várias identidades sexuais dentro de sua música, com alguns insinuando que ela é bissexual. No entanto, ela disse que nunca fez sexo com mulheres, mas disse em uma entrevista à revista Out: "Eu não saio tanto com homens". Para uma entrevista com a revista Vibe, ela comentou, "eu só abraço todas as pessoas de todos os estilos de vida e eu não digo que elas são pessoas más. E eu digo, meninas são lindas e sexys, e elas precisam saber que, se não tiver ninguém para dizer isso, eu vou dizer-lhes isso. Mas eu sinto que as pessoas sempre querem me definir e eu não quero ser definida".
Em janeiro de 2015 Nicki Minaj foi a capa da edição norte-americana da revista "Rolling Stone". Em entrevista a revista, Nicki revelou ter feito um aborto na adolescência após engravidar de um homem mais velho do bairro nova-iorquino do Queens. "Eu era uma adolescente, foi a coisa mais difícil que já passei", contou ela.
Nicki Minaj é casada desde 2019 com Kenneth Petty, de 42 anos, que era seu amigo de infância. Em julho de 2020 anunciou que está grávida.

## Controvérsias

### Falas antivacina
Em 13 de setembro de 2021, Minaj afirmou na sua página do Twitter que "seu primo não iria se vacinar porque seu amigo se imunizou, e ficou impotente [sexualmente]"; além disso, Minaj mostrou ter dúvidas em relação à segurança de vacinas e disse que "iria pesquisar o suficiente" sobre tomá-las ou não. Apesar das controvérsias, a revista Rolling Stones afirmou que a rapper teria ganhado novos fãs, muitos deles, teóricos da conspiração e extremistas. A artista tornou-se então, indiretamente, um "ícone antivacina" nos Estados Unidos.

### Lil' Kim
Minaj tem sido envolvida em uma briga com a rapper veterana Lil' Kim desde que ela foi descoberta com o sucesso "Pink Friday". Por Kim e críticos, as semelhanças com ela começaram no mixtape Sucka Free, quando Nicki posou para o poster promocional do mixtape, com a mesma pose viral agachada do poster promocional do álbum "Hard Core" de Lil' Kim. Logo em 2010, quando Minaj começou a usar vários caracteres semelhantes a de Kim na era "The Notorious K.I.M." em seus trabalhos, Kim a acusou Minaj de copiar a sua imagem dizendo: "Se você vai roubar meu estilo, você vai ter que pagar. Algo tem que dar. Você me ajuda, eu te ajudo. É assim que vai ser para mim". O single de Minaj "Roman's Revenge", com Eminem foi considerado por críticos como uma resposta aos comentários de Kim, embora mais tarde ela tenha negado isso, ela respondeu a situação em uma entrevista com Angie Martinez na rádio HOT 97 dizendo: "Ela brigou com a Foxy, daí ela começou uma briga com Eve, outra com Remy, depois com a Sra. Wallace, até que chegou a Nicki Minaj. Toda vez que falam de você, é porque está com alguém! Onde está a sua música? Coloque a sua música, e quando eu ver o seu nome na Billboard, é quando eu te respondo. Fora isso, adeus. É Barbie, vadia".
Lil' Kim reacendeu a briga em fevereiro de 2011 após o lançamento de sua mixtape Black Friday, um álbum referenciado diretamente a Minaj, através do título e canções como "Did It On'em" (que se tornou "Pissin' On'em"), a capa também retratou Kim decapitando Minaj com uma espada. Um fragmento de uma diss track chamada "Tragedy" foi lançada por Minaj como resposta em abril de 2011, a pista conta com as letras "Pink Friday, Eminem, 8 Mile/deve doer vender o seu álbum no PayPal" e "Olhe para você agora vadia, você só tragédia". Após o lançamento do segundo álbum de Minaj, "Pink Friday: Roman Reloaded", os críticos sugeriram que a faixa "Stupid Hoe" pode conter ataques dirigidos a Kim. Lil' Kim mais tarde, em entrevista ao talkshow "WWHL", Kim foi perguntada sobre o que ela achava sobre a performance de Nicki ao Grammy Awards, e disse: "Quem?, eu não a conheço", e então foi pergunta sobre o que sentia sobre a canção "Stupid Hoe" de Nicki, e em resposta contou: "Eu sinto o que vocês todos sentem" (se referindo ao nível de descurtidas do vídeo), e completou, "Se você tem uma música chamada vadia estupida, então você só pode ser uma vadia estupida".
Em 2014, a briga voltou em ativa logo depois de ser lançado o remix "Flawless" de Beyoncé com Nicki Minaj, onde em seu verso, Minaj se auto nomeia rainha do rap. Kim ao saber do feito, resolveu lançar um remix não oficial da canção, dizendo: "Eu ouvi essa vadia dizer meu nome? Rainha do rap? Cai fora!". Pouco tempo depois, Kim deu sua segunda resposta ao verso de Minaj, lançando o single "Identity Theft", presente em sua terceira mixtape "Hard Core 2K14". Em janeiro de 2015, vários críticos comparam o álbum "The Pinkprint" de Nicki com "La Bella Mafia" de Kim, onde segundo eles, ambos os álbuns tiveram percussões semelhantes, tanto em vendas como em recepção critica, além de compararem a faixa "Four Door Aventador" de Nicki com o flow do álbum de Kim. Em junho de 2015, ambas as artistas marcaram presença no BET Awards 2015, onde Kim se destacou pela sua performance, e logo depois, Nicki insinuou contra Kim em seu discurso: "Quando você ficar com raiva de alguém, culpe a si mesmo".
A briga chamou a atenção de vários outros artistas e rappers. O rapper e colega de gravadora de Minaj, Drake disse que "[ele] não deu a mínima para o que Lil' Kim ou ninguém está falando". 50 Cent comentou sobre a situação em uma entrevista online com o Power 98.3 FM: "É óbvio... ela [Minaj] foi inspirada por alguns dos [estilos] de Kim. Mas isso não é ruim. Não há muitas artistas femininas que você pode fazer referência, as influências podem ser pequenas mas vendo assim se tornam fortes. Acho que ela é forte - Eu acho que ela tem uma coisa boa vindo agora, tanto quanto Nicki Minaj diz respeito". Diddy falou de seu amor e respeito por Kim, atribuindo seu sucesso pessoal, em parte, para ele, no entanto defendeu Minaj afirmando que "Eu não ficaria do lado da Nicki se eu já tivesse ouvido-a dizer alguma coisa negativa sobre Kim. Eu nunca ouvi nada parecido". Mary J. Blige comentou sobre a rivalidade, dizendo: "Kim é minha amiga e eu amo e respeito Nicki, a conheci e conheço essa jovem moça e ela é uma querida", acrescentando que a disputa surgiu por causa de "equipes" antigas. Azealia Banks revelou em entrevista a revista GQ: "Sem ofender Nicki Minaj, mas sua carreira tem sido essencialmente um tributo a Lil' Kim".

### Mariah Carey
Em outubro de 2012, um vídeo vazou para o TMZ que mostra Minaj e a companheira de bancada no American Idol Mariah Carey em  uma discussão durante audições em Charlotte, Carolina do Norte. Minaj foi acusada de ter dito nos bastidores: "Se eu tivesse uma arma, eu atiraria nessa vadia", o que ela negou. O anfitrião do reality, Ryan Seacrest, comentou que a disputa "foi um pouco longe demais", enquanto o colega de bancada Keith Urban disse brincando "eu era a ONU [na discussão]". A rixa provocou um comentário do presidente Barack Obama, dizendo que Carey e Minaj irão "resolver o problema".
Em janeiro de 2013, Carey afirmou em uma entrevista com Barbara Walters no programa The View que Minaj tinha criado um "ambiente de trabalho inseguro" e aumentou a sua segurança pessoal. Mais tarde, ela comentou que tinha feito as pazes com Minaj. Marido de Carey, Nick Cannon, afirmou que a disputa foi feita pelos produtores para gerar mídia e audiência, embora o produtor Nigel Lythgoe tenha negado a responsabilidade pelo vazamento do vídeo ou que era um golpe publicitário, acrescentando que não planejava usar o vídeo. O executivo da Fox, Mike Darnell, descreveu a notoriedade do vídeo devido à ótima disputa que estava tendo, mas depois disse que "um membro desonesto da tripulação provavelmente tenha levado o vídeo para o TMZ, [então] nós não incentivamos mais [a briga]." O episódio das audições em Charlotte foram ao ar e não mostrou a discussão; o conflito que foi mostrado não parecia ter nenhuma conexão com as imagens vazadas.
Em abril de 2013, Carey observou durante um episódio de American Idol que Minaj ainda não tinha conseguido colocar nenhuma música no topo da Billboard Hot 100 dos Estados Unidos. Minaj depois respondeu através do Twitter, rotulando Carey como "inseguro" e "amarga". Ela também se referiu à especulação de que a ex-jurada Jennifer Lopez foi convidada para substituir Carey no meio da temporada, depois de um declínio significativo de audiência.

## Discografia
Álbuns de estúdio
- 2010: Pink Friday
- 2012: Pink Friday: Roman Reloaded (The Re-Up)
- 2014: The Pinkprint
- 2018: Queen
- 2023: Pink Friday 2

Álbuns de colaboração
- 2009: We Are Young Money (com Young Money)
- 2013: Rich Gang
- 2014: Young Money: Rise of an Empire

Mixtapes oficiais
- 2007: Playtime Is Over
- 2008: Sucka Free
- 2009: Beam Me Up Scotty

## Filmografia
| Ano       | Título                                                      | Papel          | Notas                                                      |
| Televisão | Televisão                                                   | Televisão      | Televisão                                                  |
| --------- | ----------------------------------------------------------- | -------------- | ---------------------------------------------------------- |
| 2010      | "My Super Sweet 16"                                         | Ela mesma      | Apareceu como surpresa para Justin Combs/ Apresentação     |
| 2010      | My Time Now                                                 | Ela mesma      | MTV Special                                                |
| 2010      | VH1 Divas: Salute the Troops                                | Ela mesma      | Cantando "Girls Just Wanna Have Fun" com Katy Perry        |
| 2011      | New Year's Eve with Carson Daly                             | Ela mesma      | Cantando "Moment 4 Life" e "Save Me"                       |
| 2011      | Fashion Police                                              | Ela mesma      | Jurada convidada                                           |
| 2011      | Saturday Night Live                                         | Ela mesma      | "Jesse Eisenberg/Nicki Minaj" (Temporada 36, episódio 693) |
| 2011      | Americas Next Top Model                                     | Ela mesma      | Jurada convidada / Cycle 17, episode 1                     |
| 2011      | Americas Best Dance Crew                                    | Ela mesma      | Temporada 6, episódio 7                                    |
| 2011      | E! Special: Nicki Minaj                                     | Ela mesma      | E! Special                                                 |
| 2012      | Dick Clark's New Year's Rockin' Eve with Ryan Seacrest 2012 | Ela mesma      | Cantando "Turn Me On", "Super Bass", e "Roman in Moscow"   |
| 2012      | Nicki Minaj: A Day in the Life                              | Ela mesma      | 4Music special                                             |
| 2012      | The Cleveland Show                                          | Ela mesma      | "Menace II Secret Society" (Temporada 4, episódio 2)       |
| 2012      | Nicki Minaj: My Truth                                       | Ela mesma      | Minissérie de três partes da E!                            |
| 2013      | American Idol                                               | Ela mesma      | Jurada (12ª temporada)                                     |
| 2014      | Steven Universe                                             | Sugilite (voz) | Episódioː "Coach Steven"                                   |
| 2018      | Black Ink Crew                                              | Ela mesma      | Apareceu tatuando uma nova tatuagem                        |
| 2020      | RuPaul's Drag Race                                          | Ela mesma      | Jurada Convidada                                           |
| Filmes    |                                                             |                |                                                            |
| 2008      | The Come Up DVD Volume 17 (Wayne World Edition)             | Ela mesma      | Dirty Money Entertainment, participação especial           |
| 2012      | Ice Age: Continental Drift                                  | Steffie        | Voz                                                        |
| 2014      | The Other Woman                                             | Lydia          | Assistente Longa-metragem de estréia, Filmando             |
| 2016      | Barbershop: The Next Cut                                    | Draya          | Atuou ao lado de Ice Cube                                  |
| 2019      | The Angry Birds Movie 2                                     | Pinky          | Voz                                                        |